# Луїс Гарсія Постіго
Луїс Гарсія Постіго (ісп. Luis García Postigo, нар. 1 червня 1969, Мехіко) — мексиканський футболіст, нападник, фланговий півзахисник.

## Клубна кар'єра
У дорослому футболі дебютував 1986 року виступами за команду клубу «УНАМ Пумас», в якій провів шість сезонів, взявши участь у 195 матчах чемпіонату. Більшість часу, проведеного у складі «УНАМ Пумас», був основним гравцем команди. У складі «УНАМ Пумас» двічі був найкращим бомбардиром ліги. За цей час виборов титул володаря кубка чемпіонів КОНКАКАФ та чемпіона Мексики.
В 1992 році переїхав до Іспанії. Два сезони провів у мадридському «Атлетіко» і один — в «Реал Сосьєдаді».
У 1995 році повурнувся до Мексики. Грав за «Америку», «Атланте», «Гвадалахару» та «Монаркас».
Завершив професійну ігрову кар'єру у нижчоліговому клубі «Пуебла», за команду якого виступав протягом 2001 року.

## Виступи за збірну
1991 року дебютував в офіційних матчах у складі національної збірної Мексики. Протягом кар'єри у національній команді, яка тривала 9 років, провів у формі головної команди країни 78 матчів і 29 голів. Один з найкращих бомбардирів в історії мексиканської збірної.
У складі збірної був учасником двох чемпіонатів світу: 1994 року у США та 1998 року у Франції.
Двічі брав участь у розіграшах кубка Америки: 1993 в Еквадорі та 1995 в Уругваї. На першому турнірі виграв срібну нагороду.
Був учасником двох кубків конфедерацій: 1995(третє місце) і 1997 у Саудівській Аравії.
Двічі брав участь у розіграшах Золотого кубка КОНКАКАФ: 1991 та 1996 у США. На першому турнірі збірна Мексики здобула бронзові нагороди, а на другому — золоті.

## Титули і досягнення

### Командні
- Володар Золотого кубка КОНКАКАФ: 1996
- Бронзовий призер Золотого кубка КОНКАКАФ: 1991
- Володар кубка чемпіонів КОНКАКАФ (1): 1989
- Чемпіон Мексики (1): 1989
- Переможець Кубка націй Північної Америки: 1991
- Срібний призер Кубка Америки: 1993

### Особисті
- Найкращий бомбардир чемпіонату Мексики (3): 1991 (26 голів), 1992 (24 голи), 1997 З (12 голів)